# Lee Kin Wo
Lee Kin Wo (Hong Kong,  20 de outubro de 1967) é um ex- futebolista e treinador de Hong Kong que atuava com meio campista, Atualmente não comanda nenhum clube.
Lee foi premiado como o Jogador de Futebol do Ano de Hong Kong três vezes durante sua carreira. Ele possui uma licença de treinador AFC "A".

## Carreira no clube
Lee Kin Wo estreou na Liga da Primeira Divisão de Hong Kong em 13 de outubro de 1985, aos 17 anos. Ele é mais memorável por participar do amistoso do South China (Lee foi emprestado do Eastern para estar nessa partida) contra o São Paulo, elenco esse, que tinha jogadores de seleção brasileira como Cafu, Leonardo Araújo e Zetti naquela época. Por fim, o South China venceu a partida por 4–2 e Lee marcou o quarto gol de seu time.
Em maio de 2000, durante um amistoso internacional em Macau, Lee chutou a bola contra à parte superior do corpo do árbitro Choi Kuok-kun, após várias decisões incorretas terem sido concedidas a favor do clube mandante. Hong Kong venceu a partida por 1 a 0 e Choi foi banido do esporte.

## Carreira de treinador
Ele foi escalado para treinar a seleção honconguesa em 22 de maio de 2007. A primeira partida que liderou foi um amistoso disputado fora de casa contra a seleção indonésia. Onde Hong Kong foi derrotado por 0–3.
Lee foi contratado como técnico do Eastern, pela segunda vez, em 19 de janeiro de 2018, após a recisão de Szeto Man Chun .

## Vida pessoal
Seu filho mais velho, Lee Ka Wah, é ex-jogador de futebol.

## Equipe dos Jogos de Hong Kong treinada por Lee Kin Wo
| # | Data                | Tipo de partida                                                 | Localização        | Adversário      | Resultado |
| - | ------------------- | --------------------------------------------------------------- | ------------------ | --------------- | --------- |
| 1 | 1º de junho de 2007 | Amigável                                                        | Jacarta, Indonésia | Indonésia       | 0–3       |
| 2 | 10 de junho de 2007 | Interporto Hong Kong-Macau                                      | Hong Kong          | Macau           | 2–1       |
| 3 | 19 de junho de 2007 | Preliminares do Campeonato de Futebol do Leste Asiático de 2008 | Macau              | Taipé Chinesa   | 1–1       |
| 4 | 21 de junho de 2007 | Preliminares do Campeonato de Futebol do Leste Asiático de 2008 | Macau              | Guam            | 15–1      |
| 5 | 24 de junho de 2007 | Preliminares do Campeonato de Futebol do Leste Asiático de 2008 | Macau              | Coreia do Norte | 0–1       |

## Honras

### Clube
Double Flower
- Copa FA de Hong Kong : 1988–89
- Copa Vice-rei : 1988–89

Eastern
- Primeira Divisão de Hong Kong : 1992–93, 1993–94, 1994–95
- Escudo Sênior de Hong Kong : 1986–87, 1992–93, 1993–94, 2007–08
- Copa FA de Hong Kong : 1992–93, 1993–94

Geylang United
- FAS Premier League : 1991

South China
- Primeira Divisão de Hong Kong : 1995–96, 1997–98, 1998–99
- Copa da Inglaterra de Hong Kong : 1997–98, 2000–01
- Copa da Liga de Hong Kong : 2001–02
- Copa do Vice-rei de Hong Kong : 1997–98

Sun Hei
- Primeira Divisão de Hong Kong : 2003–04, 2004–05
- Escudo Sênior de Hong Kong : 2004–05
- Copa FA de Hong Kong : 2004–05, 2005–06
- Copa da Liga de Hong Kong : 2003–04, 2004–05

### Individual
- Jogador de Futebol do Ano de Hong Kong : 1993, 1994, 2003